# ジョン・ヘンリー・パーネル
ジョン・ヘンリー・パーネル（英語: John Henry Parnell、1811年8月14日 – 1859年7月3日）は、イギリスのクリケット選手。アイルランド議会党党首チャールズ・スチュワート・パーネルの父にあたる。

## 生涯
ウィリアム・パーネル＝ヘイズ（William Parnell Hayes、1780年8月 – 1821年4月2日、第2代準男爵サー・ジョン・パーネルの三男）と妻フランシス（Frances、1814年8月11日没、ヒュー・ハワード閣下の娘）の息子として、1811年8月14日にウィックロー県エイヴォンデイルで生まれた。イートン・カレッジで教育を受けた後、1831年4月30日にケンブリッジ大学トリニティ・カレッジに入学した。同年にケンブリッジ大学クリケット・クラブの選手として1試合に出場した。
1834年5月31日、デリア・テューダー・ステュアート（Delia Tudor Stewart、1898年没、アメリカ海軍の軍人チャールズ・ステュアートの娘）と結婚、5男6女をもうけた。
- ウィリアム - 子供なし[1]
- ヘイズ - 子供なし[1]
- ジョン・ハワード（英語版）（1843年 – 1923年5月3日） - 庶民院議員。1907年6月13日、オリヴィア・イザベラ・スミス（Olivia Isabella Smythe、ジェームズ・スミスの娘）と結婚、子供あり[1]
- チャールズ・スチュワート（1846年6月 – 1891年10月6日） - 政治家、庶民院議員[1]
- ヘンリー・テューダー（Henry Tudor、1850年12月 – 1915年11月24日） - 1882年10月21日、ペネロープ・ジェーン・ルビー（Penelope Jane Luby、トマス・ルビーの娘）と結婚、子供あり[1]
- デリア - 1859年6月11日、ジェームズ・トムソン（James Thomson）と結婚、子供あり[1]
- エミリー・レティシア・ジョージナ（1838年ごろ – 1918年5月18日） - 1867年4月30日、ロバート・マンロー・ディキンソン（Robert Munro Dickinson、1883年没）と結婚、子供あり。その後、カスバート・S・ベンゴフ・リケッツ（Cuthbert S. Bengough Ricketts）と再婚[1]
- ソフィア - 1862年9月13日、アルフレッド・マクダーモット（Alfred M'Dermott）と結婚、子供あり[1]
- ファニー（1882年7月20日没） - 生涯未婚[1]
- キャサリン・マリア・アンナ・マーサー（1911年9月24日没） - 生涯未婚[1]
- セオドシア（1920年3月17日没） - 1880年7月211日、海軍軍人クロード・パジェット（Claude Paget、1917年1月30日没）と結婚、子供あり[1]

1836年、ウィックロー県長官を務めた。ほかにもウィックロー県の治安判事、副統監を歴任した。
1859年7月3日にダブリンで死去した。